# Râul Cornea, Șușița
Râul Cornea este un curs de apă, afluent al râului Șușița. 